# خالد سالمين
خالد أحمد يوسف سالمين (18 نوفمبر 1990) لاعب كرة قدم بحريني يلعب حاليا لصالح نادي الدرجة الأولى المحرق البحريني في مركز الوسط المحوري كما يجيد اللعب في مركزي الوسط الأيمن والوسط الأيسر.

## الإنجازات
- الدرجة الأولى (3): 2009، 2011، 2015
- كأس ملك البحرين (5): 2009، 2011، 2012، 2013، 2016
- كأس الخليج للأندية (1): 2012